# Lispocephala philydra
Lispocephala philydra är en tvåvingeart som beskrevs av Hardy 1981. Lispocephala philydra ingår i släktet Lispocephala och familjen husflugor. Inga underarter finns listade i Catalogue of Life.